# Syrůvka
Syrůvka je potok pramenící v obci Syrovice, jíž protéká jižním směrem a napájí zdejší Syrovický rybník, dále protéká sousedními Sobotovicemi, v jejichž katastru se v blízkosti osady Pohrázský mlýn vlévá poblíž Sobotovické Nivy do Šatavy. V minulosti sloužil i jako zdroj energie pro vodní mlýny v obou výše uvedených obcích. Potok je v současnosti silně znečištěný.